# 集寧区
集寧区（しゅうねい-く）は、中華人民共和国内モンゴル自治区ウランチャブ市に位置する市轄区。内モンゴル中西部、陰山山脈灰騰梁南麓に位置するウランチャブ市政府所在地。
モンゴル族、回族、満州族、ダウール族、チベット族、ウイグル族、苗族、彝族などの16の少数民族が居住するが、人口の93%が漢民族（30.1万人）である。

## 歴史
清の康熙14年（1675年）に正黄旗察哈爾（チャハル）に属した。乾隆15年(1750年）に豊鎮庁へ改まり。1922年に集寧招墾設治局へ改名。1923年に集寧県となり。1948年9月27日集寧市が分立。1949年集寧県を合併。1956年4月10日再び集寧県を分離。1957年に集寧県を再合併。2004年にウランチャブの市制施行に伴い集寧区へ改名。

## 産業
近年、改革開放及び対外開放政策の影響もあり経済が発展し、第三次産業の比率が高まっているが、工業生産の発展も目覚ましい。製薬、電子工業、エネルギー産業などの企業が発展している。太陽光発電、風力発電の施設も多い。鉱物資源としては蛍石、石灰岩、ベントナイト、銅、グラファイト、珪藻土などを産出する。

## 行政区画
8街道、1鎮、1郷を管轄：
- 街道弁事処：新体路街道、橋東街道、前進路街道、常青街道、虎山街道、橋西街道、新華街街道、泉山街道
- 鎮：白海子鎮
- 郷：馬蓮渠郷